# Mission: Impossible - Operation Surma
Mission: Impossible - Operation Surma är ett TV-spel från 2003 utvecklad av Paradigm Entertainment och släpptes till Playstation 2, Nintendo Gamecube, Xbox och Game Boy Advance. Spelet är av genrerna Action, third-person shooter.

## Handling
Ethan Hunt och Impossible Missions Force (IMF) utför en utredning på ett skumt internationellt företag känd som SURMA som utvecklar ett högteknologiskt datorvirus känt som Ice Worm. Den har förmågan att bryta sig in i alla säkerhetssystem och kan leda till stöld av data från kärnvapens specifikationer för intelligens hos någon regering.
När deras eget uppdrag saboteras upptäcker Ethan och IMF-teamet att deras säkra databaser blivit hackade, samt att deras fiender nu känner till deras största mörkaste hemligheter.
Teamet måste hitta "Ice worm" för att rädda den globala säkerheten på internet.
Tom Cruise som spelar Ethan Hunt i filmerna, lånar inte ut verken sitt utseende eller sin röst till spelets karaktär. De enda skådespelare från filmerna som finns med som sina röster i spelet är Ving Rhames som karaktären Luther Stickell samt John Polson som är Billy Baird som spelar sina roller från Mission: Impossible II. 

## Engelska röster
- Steve Blum - Ethan Hunt
- Ving Rhames - Luther Stickell
- John Polson - Billy Baird
- Melinda Clarke - Sofia Ivanescu
- Kirk Thornton - Simon Algo / George Spelvin
- Mona Marshall - Jasmine Curry
- Steve Bulen - Director Swanbeck / Vasyl Berkut
- Rob Monroe - Olika rollfigurer